# Satz von Hölder (Gamma-Funktion)
Der Satz von Hölder besagt, dass die Gammafunktion {\displaystyle \Gamma (z)} eine hypertranszendente Funktion ist, d. h. es gibt keine polynomielle Beziehung 
{\displaystyle P(z,\Gamma (z),\Gamma ^{\prime }(z),\Gamma ^{(2)}(z),\ldots ,\Gamma ^{(n)}(z))=0}
zwischen der Gammafunktion und ihren Ableitungen. Er wurde 1887 von Otto Hölder bewiesen.